# Kurokami
Kurokami (黒神, Kuro Kami) est un manga sud-coréo-japonais écrit par Lim Dall-young et dessiné par Park Sung-woo. Il a été prépublié entre 2004 et 2012 dans le magazine Young Gangan de Square Enix et a été compilé en un total de dix-neuf tomes. La version française est éditée en intégralité par Ki-oon.
Une adaptation en série télévisée d'animation de 23 épisodes produite par le studio Sunrise a été diffusée entre janvier et juin 2009 sur TV Asahi.

## Synopsis
En rentrant chez lui après une soirée, Keita, jeune lycéen, s'arrête dans un restaurant de rāmen. Alors qu'il entame à peine son repas, une jeune fille légèrement vêtue et affamée réclame la même chose. Comme elle n'a pas de quoi payer, Keita lui cède son bol. Il ignore qu’il a affaire à une Mototsumitama - une gardienne de l’équilibre sur Terre. Lorsqu'un homme mystérieux agresse la jeune femme, pris involontairement dans le combat qui les oppose, Keita est gravement blessé. Mais à son réveil le lendemain matin, son corps est intact mais sa vie va prendre un tout autre tournant…

## Personnages
Keita Ibuki (伊吹 慶太, Ibuki Keita)
Keita est un jeune programmeur informatique ambitieux et caractériel. Durant son enfance, sa mère mourut sous ses yeux après qu'elle a croisé son doppelliner, depuis il croit à l'existence de ces êtres maudits. Un jour il est entraîné dans un combat de Mototsumitama, durant lequel il se fait transpercer le cœur. Kuro, se sentant responsable de son état, n'a d'autre choix que de faire de lui son contractant, via un échange d'organes entre eux (un bras dans le manga, un cœur dans l'anime).
Kuro (クロ)
Kuro est une fille Mototsumitama qui a débarqué en ville un peu par hasard. Elle rencontra d'abord un ancien boxeur qui avait fini dans la rue; elle l'aida à régler ses problèmes en échanges de quelques cours de boxe. C'est ainsi qu'elle prit l'habitude d'utiliser ses poings pour se battre. Par la suite, elle rencontra Keita alors qu'elle errait dans les rues ; pris de compassion pour celui-ci, elle décida d'en faire son contractant pour le sauver après la perte de son bras.
Puni Puni (プニプニ)
Puni Puni est un petit chien brun que Kuro trouve dans la rue ; depuis elle le traîne où qu'elle aille, elle partage toujours sa nourriture avec lui.
Akane Sano (佐野 茜, Sano Akane)
Akane est une amie d'enfance de Keita, elle se sent responsable de lui, et vient souvent lui rendre visite. Elle éprouve certains sentiments à son égard.
Excel (エクセル, Ekuseru)
Excel est membre du haut conseil allemand des Mototsumitamas, mais aussi la contractante de Steiner, elle est d'un caractère posé et possède un Thousand (bijou magique) permettant de créer des boucliers infranchissables.
Steiner (シュタイナー, Shutainā)
Steiner est un membre du haut conseil allemand, il est le Mototsumitama d'Excel. Son Exceed lui permet de se diviser en 5 personnes.
Mikami Hojo (法帖 三神, Hōjō Mikami)
Mikami est une Mototsumitama indépendante, liée par contrat à un humain dont elle est tombée amoureuse, Shingo. Elle est contactée par une organisation pour enlever Akane contre une grosse somme d'argent. Sa spécialité est l'assassinat, elle se bat essentiellement à l'aide de prises mais peut facilement en venir aux poings une fois que son Exceed, Renkôbushin, est activé. Elle sortit vainqueur de son combat contre Kuro; alors qu'elle s'apprêtait à lui donner le coup de grâce, elle se rendit compte qu'elle avait puisé toute l'énergie de son contractant.
Reishin (黎真)
Reishin est le frère de Kuro, qui le cherche afin de venger l'honneur de son clan. C'est aussi un Mototsumitama dont les capacités surpassent la moyenne.
Hiyô (ひよう, Hiyō)
Hiyô est un Mototsumitama très puissant. Il va donner beaucoup de fil à retordre à Kuro car il protège Reishin.
Les jumeaux Kakuma (かくま) et Makana (まかな)
Deux Mototsumitama orphelins de la tribu Hiba à Okinawa. Kakuma et Makana (frère et sœur) sont très téméraires : ces deux gamins, complètement inconscients, ne pensent qu'à venger leur tribu dévastée par Hiyô. Pour cela, il leur faut un contractant. Au début, ils kidnappent Keita mais une fois que Kuro est venu à sa rescousse, l'aide des jumeaux leur sera d'un grand secours.

## Manga

### Fiche technique
- Édition japonaise : Square Enix
  - Nombre de volumes sortis : 19 (terminé)
  - Date de première publication : mai 2005
  - Prépublication : Young Gangan
- Édition française : Ki-oon
  - Nombre de volumes sortis : 19 (terminé)
  - Date de première publication : février 2008[2]
  - Format : 130 mm x 180 mm
  - Environ 225 pages par volume
- Autres éditions :
  -    Yen Press[3]

## Anime
L'adaptation en série télévisée d'animation a été annoncée en octobre 2008 dans le magazine Young Gangan. Celle-ci est produite le studio Sunrise avec une réalisation de Tsuneo Kobayashi et un scénario de Reiko Yoshida. La série a été diffusée du 8 janvier au 18 juin 2009 au Japon. Hors du Japon, la série est licenciée en Amérique du Nord par Bandai.